# 師父·明白了
《師父·明白了》（英語：Karma Rider），香港電視廣播有限公司古裝電視劇，由黃浩然、黃翠如及麥長青領銜主演，編審石凱婷，監製陳耀全。本劇為「Amazing Summer」2013的推介劇集之一。

## 演員表

### 衙門
| 演員   | 角色   | 關係 | 暱稱          |
| 楊 明  | 程英雄 | 捕頭 溫柔之暗戀對象 |               |
| 黃浩然 | 初一箭 | 捕快，於第20集升為捕頭 上一世為梁山伯 天生無頭髮，但在第10集開始有頭髮 尹天邦、樂無涯之徒弟 歡喜之鬥氣冤家，後為戀人 胡蝶之鍾情對象 南雲之暗戀對象 於第20集在歡喜墳旁去世，後化為蝴蝶 下一世與歡喜相遇（21世紀） 童年由鍾紹圖飾演 | 光頭仔 初一咩 |
| 許芷熒 | 溫 柔  | 捕快 暗戀程英雄 |               |
| 楊證樺 | 東 豐  | 捕快 實為桓天生之臥底 後被捕 |               |
| 梁麗瑩 | 南 雲  | 捕快 |               |
| 鄭俊弘 | 西 朝  | 捕快 |               |
| 陳建文 | 北 水  | 捕快 |               |
| 張明偉 |        | 捕快 |               |
| 章景恆 |        | 捕快 |               |
| 吳曠利 |        | 捕快 |               |
| 王東泰 |        | 捕快 |               |

### 歡家
| 演員           | 角色   | 關係 | 暱稱           |
| 羅 蘭          | 歡 恕  | 蔥油餅小販 歡大（桓天生）、歡女（冬梅）、歡弟（江太平）、歡妹（銀兒）之母，並被歡大憎恨 歡喜、歡靜、歡甜、歡笑之養母                                                 | 靚女 恕婆      |
| 余之之（童年） | 歡 喜  | 扒手 上一世為祝英台 歡恕之養女，於七夕節撿回家 歡笑、歡靜、歡甜之好姊妹 初一箭之冤家，後為戀人 患有色盲，最後因心臟病而去世 於下一世當上了女警並重遇初一箭（21世紀） | 喜吱吱         |
| 黃翠如         | 歡 喜  | 扒手 上一世為祝英台 歡恕之養女，於七夕節撿回家 歡笑、歡靜、歡甜之好姊妹 初一箭之冤家，後為戀人 患有色盲，最後因心臟病而去世 於下一世當上了女警並重遇初一箭（21世紀） | 喜吱吱         |
| 梁暐昕（童年） | 歡 靜  | 扒手／啞女 歡恕之養女，於端午節撿回家 歡喜、歡笑、歡甜之好姊妹 無聲俠之女友                                                                                          | 靜英英         |
| 梁嘉琪         | 歡 靜  | 扒手／啞女 歡恕之養女，於端午節撿回家 歡喜、歡笑、歡甜之好姊妹 無聲俠之女友                                                                                          | 靜英英         |
| 朱梓翹（童年） | 歡 笑  | 扒手 歡恕之養女，於重陽節撿回家 歡喜、歡靜、歡甜之好姊妹 白鶴懿之女友 於第14集因白鶴懿被銀兒（歡妹）錯手殺害而傷心欲絕，所以於第16集跳海自殺 於第20集與白鶴懿合葬    | 笑咪咪、美美腿 |
| 樂 瞳          | 歡 笑  | 扒手 歡恕之養女，於重陽節撿回家 歡喜、歡靜、歡甜之好姊妹 白鶴懿之女友 於第14集因白鶴懿被銀兒（歡妹）錯手殺害而傷心欲絕，所以於第16集跳海自殺 於第20集與白鶴懿合葬    | 笑咪咪、美美腿 |
| 陳沛妍（童年） | 歡 甜  | 扒手 歡恕之養女，於中秋節撿回家 歡喜、歡笑、歡靜之好姊妹 | 甜絲絲、藥煲   |
| 梁珈詠         | 歡 甜  | 扒手 歡恕之養女，於中秋節撿回家 歡喜、歡笑、歡靜之好姊妹 | 甜絲絲、藥煲   |
| 黃得生（青年） | 桓天生 | 原名歡大 馬鄉鎮鄉紳財閥、鎮長 歡恕之長子並憎恨她 江太平、冬梅、銀兒同母異父之兄 利用江太平 於第19集自殺身亡                                                          |                |
| 杜燕歌         | 桓天生 | 原名歡大 馬鄉鎮鄉紳財閥、鎮長 歡恕之長子並憎恨她 江太平、冬梅、銀兒同母異父之兄 利用江太平 於第19集自殺身亡                                                          |                |
| 張美妮         | 冬 梅  | 原名歡女 馬超之妻 歡恕之次女 桓天生之同母異父之妹 江太平、銀兒之姊                                                                                                   |                |
| 張頴康         | 江太平 | 原名歡弟 殺手 歡恕之三子 桓天生同母異父之弟 冬梅之弟、銀兒之兄 於第18集被尹天邦打至重傷 於第19集自首，不再信任桓天生，後入獄                                         |                |
| 趙希洛         | 銀 兒  | 原名歡妹 胡蝶之婢女 歡恕之幼女 桓天生同母異父之妹 冬梅、江太平之妹 於第14集錯手殺害白鶴懿                                                                            |                |

### 春花大浴堂
| 演員   | 角色   | 關係 | 暱稱   |
| 簡慕華 | 海春花 | 春花大浴堂老闆 杀害亲相公，后被判监禁5年，再回到大浴堂营业18年 尹天邦之知己 於第20集結業浴堂後與尹天邦離開馬鄉鎮                                                  | 老板娘 |
| 麥長青 | 尹天邦 | 春花大浴堂打雜 海春花之知己 初一箭之救命恩人 於第18集打至江太平重傷 於第20集與海春花離開馬鄉鎮 下一世在巴士站中的留臺化蝶舞台劇的廣告牌塗鴉，並不斷寫著「緣不了」 | 肥嘢   |

### 九流寨
影射九龍城寨。
| 演員   | 角色     | 關係                                                                 | 暱稱               |
| 韋家雄 | 白一一   | 九流寨東區首領／東九流客棧老闆 白鶴懿之父                            | 東爺               |
| 張振朗 | 白鶴懿   | 書生 白一一之子 歡笑之男友 於第14集被銀兒錯手殺死 於第20集與歡笑合葬 | 朦豬 壹次心 寶貝仔 |
| 何啟南 | 龍       | 白一一之手下 人稱飛禽走獸                                            |                    |
| 鄭健樂 | 獅       | 白一一之手下 人稱飛禽走獸                                            |                    |
| 白健恩 | 虎       | 白一一之手下 人稱飛禽走獸                                            |                    |
| 曾海昌 | 豹       | 白一一之手下 人稱飛禽走獸                                            |                    |
| 孫慧雪 | 小 卿    | 小玉之好友 暗戀初一箭 於第20集成為虎之妻                             |                    |
| 陳婉婷 | 小 玉    | 小卿之好友 暗戀初一箭 於第20集成為龍之妻                             |                    |
| 楊潮凱 | 大 孖    | 九流寨居民 於第20集成為歡甜之夫                                      |                    |
| 羅鈞滿 | 細 孖    | 九流寨居民 暗戀歡笑                                                  |                    |
| 林敬剛 | 南 爺    | 九流寨南區首領 於第17集被江太平謀殺身亡                              |                    |
| 楊英偉 | 西 爺    | 九流寨西區首領 於第17集被江太平謀殺身亡                              |                    |
| 李家鼎 | 北 爺    | 九流寨北區首領 於第17集被江太平謀殺身亡                              |                    |
| 陳狄克 | 掌 櫃    | 東九流客棧掌櫃                                                       |                    |
| 江榮暉 | 針       |                                                                      |                    |
| 司徒暉 | 北爺手下 |                                                                      |                    |
| 馬貫東 | 北爺手下 |                                                                      |                    |
| 邵卓堯 | 北爺頭目 |                                                                      |                    |

### 其他演員
| 演員            | 角色       | 關係                                                               | 暱稱     |
| 林詠渝 （童年） | 胡 蝶      | 富商千金／紅蘿書院老師 初一箭童年之好友，與其有感情線 崔俊希之女友 | 石仔     |
| 陳自瑤          | 胡 蝶      | 富商千金／紅蘿書院老師 初一箭童年之好友，與其有感情線 崔俊希之女友 | 石仔     |
| 袁偉豪 （青年） | 樂無涯     | 大夫 初一箭之師父 莫愁思之初戀情人                                 | 白頭大夫 |
| 張國強          | 樂無涯     | 大夫 初一箭之師父 莫愁思之初戀情人                                 | 白頭大夫 |
| 龔嘉欣 （青年） | 莫愁思     | 樂無涯之初戀情人                                                   |          |
| 樊奕敏          | 莫愁思     | 樂無涯之初戀情人                                                   |          |
| 黃德斌          | 無聲俠     | 歡靜之情人（客串）                                                 |          |
| 梁梓豪 （童年） | 尹初喜     | 名字由尹天邦、初一箭、歡喜三個人的名字組合成尹初喜                 | 癩痢仔   |
| 蔡淇俊          | 尹初喜     | 名字由尹天邦、初一箭、歡喜三個人的名字組合成尹初喜                 | 癩痢仔   |
| 洋              | 胡老爺     | 胡蝶之父                                                           |          |
| 高鈞賢          | 崔俊希     | 胡蝶之有緣人                                                       |          |
| 林淽諾          | 崔賢希     | 胡蝶之學生 崔俊希之妹                                              |          |
| 曾健明          | 趙鴻星     | 馬鄉鎮鎮長 第2集被江太平殺害                                       |          |
| 曾守明          | 副鎮長     |                                                                    |          |
| 鍾志光          | 金吊筒     |                                                                    |          |
| 羅浩楷          | 包老闆     |                                                                    |          |
| 葉 暐           | 偉         |                                                                    |          |
| 何偉業          | 永         |                                                                    |          |
| 麥嘉倫          | 馬 超      | 冬梅之夫 於第8集被砸死                                             |          |
| 陳芷尤          | 女 子      |                                                                    |          |
| 劉蔚萱          | 女 子      |                                                                    |          |
| 陳亭嘉          | 女 子      |                                                                    |          |
| 張本立          | 馮 鷹      | 「琉球四條龍」之一的老大 於第1集自殺身亡                           |          |
| 黃煒溏          | 馮 雁      | 「琉球四條龍」之一的老二 於第2集在監獄中被江太平殺害               |          |
| 黃鍵麟          | 馮 鵬      | 「琉球四條龍」之一的老三 於第1集自殺身亡                           |          |
| 譚坤倫          | 馮 鳥      | 「琉球四條龍」之一的老幺 於第1集内讧被老大冯鹰杀死                 |          |
| 許碧姬          | 婆 婆      | 豬女之祖母 於第1集替初一箭翻譯琉球話                               |          |
| 黃可盈          | 豬 女      | 婆婆之孫女                                                         |          |
| 戴耀明          | 拐子犯     |                                                                    |          |
| 李啟傑          | 拐子犯     |                                                                    |          |
| 陳偉洪          | 青 年      |                                                                    |          |
| 王淑玲          | 女 子      |                                                                    |          |
| 李海生          | 皮影戲師傅 |                                                                    |          |
| 黃梓瑋          | 萍 嫂      |                                                                    |          |
| 易智遠          | 根 哥      |                                                                    |          |
| 蘇麗明          | 根 嫂      |                                                                    |          |
| 余子明          | 管理員     |                                                                    |          |
| 沈可欣          | 君         | 胡老爺之二夫人                                                     |          |
| 潘冠霖          | 老 師      |                                                                    |          |
| 王維德          | 洛 飛      | 銀兒之情郎 於第13集被冬梅殺死                                      |          |
| 莫偉文          | 全 叔      | 胡府之管家                                                         |          |
| 李家聲          | 明         | 君之大哥 胡家舅少爺                                                |          |
| 曾琬莎          | 婢 女      | 胡家婢女                                                           |          |
| 楊瑞麟          | 楊縣令     |                                                                    |          |
| 陳勉良          | 村 民      |                                                                    |          |
| 張國洪          | 洪         | 桓天生之手下                                                       |          |
| 蔡曜力          | 嫖 客      |                                                                    |          |
| 甄敏婷          | 妓 女      |                                                                    |          |
| 陳靖琳          | 村 童      |                                                                    |          |

## 收視
以下為本劇於香港無綫電視翡翠台、高清翡翠台之收視紀錄：
| 週次 | 集數   | 日期                   | 平均收視 | 最高收視 |
| 1    | 01－05 | 2013年7月15日－7月19日 | 25點     | 30點     |
| 2    | 06－10 | 2013年7月22日－7月26日 | 24點     | 28點     |
| 3    | 11－15 | 2013年7月29日－8月2日  | 22點     | 27點     |
| 4    | 16－20 | 2013年8月5日－8月9日   | 23點     | 26點     |

- 全劇平均23.7點

## 記事
- 2012年10月25日：此劇於12:30在將軍澳電視廣播城一廠灰位舉行試造型記者會。[2]東方日報 （页面存档备份，存于） 太陽報 （页面存档备份，存于） 蘋果日報 （页面存档备份，存于）
- 2012年11月20日：此劇於15:30在將軍澳電視廣播城舉行開鏡拜神儀式。[3]東方日報 （页面存档备份，存于）太陽報 （页面存档备份，存于） 蘋果日報 （页面存档备份，存于）
- 2013年7月13日：此劇於14:00在尖沙咀The ONE地下露天廣場舉行「『緣』來明白了」宣傳活動。[4]
- 2013年7月20日：此劇於14:00在港鐵尖沙咀站A1地面出口舉行「甜苦與共‧明白了」宣傳活動。[5]
- 2013年7月30日：此劇於13:00在西九龍中心舉行「緣不了‧明白了」宣傳活動。[6]

## 軼事
- 此劇是黃翠如首次擔任第一女主角的電視劇及首次參與古裝劇。
- 此劇「小卿」原定由張慧雯飾演，因涉嫌藏毒而辭演，後改由孙慧雪飾演。
- 此劇是鍾紹圖及黃浩然繼《我的如意狼君》、《天梯》後第三度飾演不同時代的相同角色。
- 此劇大部分演員均來自《心路GPS》斑底，包括黃翠如、麥長青、張振朗、簡慕華、張美妮、梁嘉琪等。

## 坊間迴響
- 本劇為非一般古裝劇，沒有設定年代背景，但由梁祝的朝代300年後，又出現蘇東坡的詞，時空大約可推斷落在宋朝，本劇帶有漫畫風格。[7]
- 有評論指本劇題材亦敢於創新，用梁山伯與祝英台的故事貫穿全劇，用倫理來表達愛情故事，教會人「放下」的道理。播出以後，坊間（包括網上）對此劇的迴響甚大[8]

## 獲得獎項
- YAHOO!搜尋人氣大獎2013 - 人氣電視劇集主題曲 - 《化蝶》

## 外部連結
- TVB《師父‧明白了》官方網站 （页面存档备份，存于）
- Gimy TV《師父‧明白了》線上看